# Chamoy (Aube)
Chamoy település Franciaországban, Aube megyében. Lakosainak száma 503 fő (2022. január 1.). Chamoy Auxon, Montigny-les-Monts és Saint-Phal községekkel határos.

## Népesség
A település népessége az elmúlt években az alábbi módon változott:
| Lakosok száma | 325  | 386  | 446  | 462  | 489  | 510  | 508  | 507  | 504  | 503  |
|               | 1968 | 1982 | 1990 | 2006 | 2013 | 2015 | 2017 | 2019 | 2020 | 2022 |